# Sinagoga de Rovigo
La sinagoga de Rovigo es una sinagoga de Rovigo, Italia. Actualmente, es propiedad privada en desuso.

## Historia
La sinagoga tiene una historia turbulenta. En 1629 se demolió la antigua sinagoga de la ciudad, tras el establecimiento del gueto en 1615, por considerarse demasiado próxima a una iglesia. El nuevo edificio, construido en el centro del gueto y renovado en 1858 con la emancipación, también fue demolido en 1930, tras los derribos que afectaron a la zona de la antigua judería.
La sinagoga fue reconstruida en 1930 en su ubicación actual, en via Corridoni, utilizando el mobiliario, los materiales, los mármoles y el estilo de la anterior de 1858. Se le dio una fachada exterior neoclásica. Como se puede ver en las fotos antiguas, el gran salón interior tenía un aspecto de solemne monumentalidad, iluminado por grandes ventanales y adornado con estucos y frescos.
Con la desaparición de la comunidad judía de Rovigo después de la Segunda Guerra Mundial, el edificio de la sinagoga fue vendido a particulares y despojado de su mobiliario (trasladado a Padua). Sin embargo, ha mantenido la fachada y la estructura interna originales. La sala fue durante algún tiempo el estudio del escultor Virgilio Milani (1888-1977) y ocasionalmente también se utilizó para eventos culturales. El futuro parece incierto. Actualmente no hay proyectos en curso ni en estudio para la recuperación de este importante sitio histórico de presencia judía en Rovigo.
Actualmente la sinagoga se utiliza como vivienda particular.